# Coleophora paeltsaella
Coleophora paeltsaella là một loài bướm đêm thuộc họ Coleophoridae. Nó được tìm thấy ở miền bắc Thụy Điển.
Sải cánh dài 12–13 mm. 